# Twelve Reasons to Die
Twelve Reasons to Die è il decimo album discografico in studio del rapper statunitense Ghostface Killah, pubblicato nel 2013.

## Tracce
1. Beware of the Stare – 3:18
2. Rise of the Black Suits – 2:57
3. I Declare War (featuring Masta Killa) – 2:54
4. Blood on the Cobblestones (featuring U-God & Inspectah Deck) – 2:41
5. The Center of Attraction (featuring Cappadonna) – 4:05
6. Enemies All Around Me (featuring William Hart) – 2:12
7. An Unexpected Call (The Set Up) (featuring Inspectah Deck) – 2:34
8. Rise of the Ghostface Killah – 3:29
9. Revenge Is Sweet (featuring Masta Killa & Killa Sin) – 5:06
10. Murder Spree (featuring U-God, Masta Killa, Inspectah Deck & Killa Sin) – 2:50
11. The Sure Shot (Parts 1 and 2) – 3:44
12. 12 Reasons to Die – 3:14